# Henning Lund-Sørensen
Henning Lund-Sørensen (født 20. marts 1942) er en tidligere dansk fodbolddommer fra Aarhus. Han dømte i flere sæsoner i landets bedste række 1. division og Superligaen, da rækken skiftede navn til Superligaen i begyndelsen af 1990'erne. Samtidigt dømte han internationalt under det internationale fodboldforbund FIFA.
Henning Lund-Sørensen er søn af den tidligere FIFA-dommer Aksel Lund-Sørensen.

## VM 1982
Han deltog ved VM 1982 i Spanien, hvor han dømte én kamp.
- Spanien  –  Jugoslavien 2-1 (gruppespil).

I kampen dømte han et tvivlsomt straffespark til spanierne. Forseelsen blev begået ca. halvanden meter uden for straffesparksfeltet, og Lund-Sørensen blev efterfølgende sendt hjem fra turneringen uden at dømme flere kampe.